# Invasion mongole de Java
Conquêtes mongoles
L' invasion mongole de Java est une expédition militaire organisée par Kubilai Khan, le fondateur de la dynastie Yuan, pour envahir Java, une île qui fait actuellement partie de l'Indonésie. En 1293, il envoie une importante flotte d'invasion attaquer l’île de Java avec une armée forte de 20 000 à 30 000 soldats. Il s'agit d'une expédition punitive lancée contre le roi Kertanegara de Singhasari, qui a refusé de verser un tribut aux Yuan et mutilé le ministre que Kubilai a envoyé comme ambassadeur. Elle se termine par un échec pour les Mongols.

## Situation avant le conflit
Kubilai Khan, le fondateur de la dynastie Yuan et Khagan de l'Empire mongol, envoie des représentants et des ambassadeurs dans de nombreux États pour leur demander de se mettre sous sa protection et de lui verser un tribut. Parmi ces envoyés se trouve Men Shi, ou Meng-qi (孟琪), l'un de ses ministres qui se rend à Java, où il est mal reçu. En effet, Kertanagara, le roi de Singhasari, est offensé par cette proposition et répond à Men Shi en marquant son visage avec un fer chaud, un traitement normalement appliqué aux voleurs, avant de lui faire couper les oreilles et de le renvoyer chez lui avec mépris.
Lorsque son ministre revient à la Cour, Kubilai Khan est choqué du traitement qu'il a reçu et ordonne en 1292 l’envoi d'une expédition punitive contre Kertanagara, qu'il qualifie de barbare. Selon le Yuan Shi, l'histoire officielle de la dynastie Yuan, 20 000 à 30 000 hommes originaires de Fujian, Jiangxi et Huguang, sont rassemblés pour former l'armée devant attaquer Java, ainsi que 1 000 navires et suffisamment de provisions pour un an. Les officiers dirigeant le corps expéditionnaire sont Shi-bi, un Mongol, Ike Mese, un Ouïghour, et Gaoxing, un Chinois. Le type de navires utilisés pour la campagne n'est pas mentionné dans le shi Yuan, mais l'historien G.R.G Worcester estime que les jonques des Yuan font 11 m de largeur et plus de 30 m de longueur. En utilisant le rapport entre le nombre de navires et le nombre total de soldats, chaque jonque doit pouvoir transporter environ 20 à 30 hommes.
Pendant ce temps, la situation géopolitique évolue à Java. Après avoir battu Malayu Dharmasraya à Sumatra en 1290, le Singhasari devient le royaume le plus puissant de la région. Mais comme Kertanegara a envoyé une puissante armée à Sumatra lors de cette campagne de Pamalayu, il n'y a plus d'armée pour garder la capitale. En 1292 Jayakatwang, le duc de Kediri (Gelang-gelang), un État vassal du Singhasari, profite de la situation pour se révolter contre Kertanegara. Cette révolte bénéficie du soutien d'Arya Wiraraja, un régent de Sumenep sur l'île de Madura, qui méprise en secret Kertanegara.
L'armée Kediri (Gelang-gelang) attaque Singhasari simultanément depuis le nord et le sud. Le roi ne découvre que l'invasion par le nord et envoie son gendre, Nararya Sanggramawijaya (Raden Wijaya) dans cette direction pour vaincre la rébellion. Et si l'attaque nord est effectivement repoussée, celle par le sud n'est pas repérée avant que les troupes atteignent Kutaraja, la capitale du royaume, qui n'est absolument pas préparée à repousser une armée hostile. Jayakatwang usurpe le trône de Kertanagara et tue ce dernier pendant une cérémonie sacrée Tantra, mettant ainsi fin au royaume Singasari.
Ayant appris la chute de Kutaraja face aux troupes de la rébellion de Kadiri, Raden Wijaya essaye de retourner à la capitale et de défendre le royaume Singasari, mais il échoue. Lui et ses trois principaux officiers, Ranggalawe, Sora et Nambi, partent en exil à Madura où ils se mettent sous la protection du régent Arya Wiraraj, le père de Nambi. Mais Arya finit par se rallier à Jayakatwang. Raden Wijaya fait alors sa soumission à Kediri, négocie avec Arya Wiraraja et est finalement gracié par Jayakatwang. Wijaya reçoit ensuite l'autorisation d'établir une nouvelle colonie dans la forêt de Tarik, colonie qui est nommée Majapahit, d’après le nom du fruit du maja qui pousse dans cette région de forêt et a un goût amer.

## Invasion

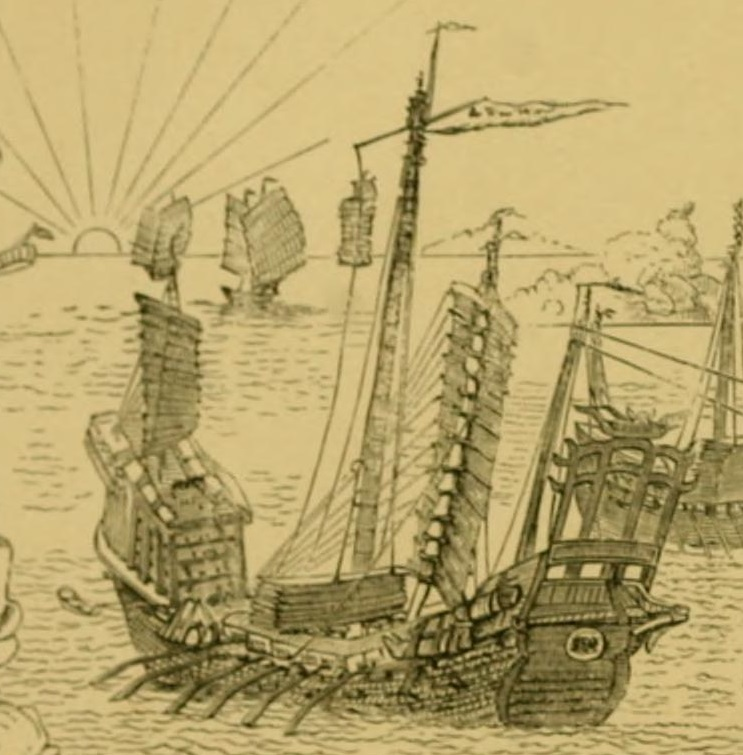
Dessin d'une jonque yuan du XIVe siècle. L'armada yuan qui a attaqué Java était composée de ce type de navires.

La flotte Yuan quitte le port de Quanzhou, dans le sud du pays, et longe les côtes du Dai Viet et du Champa, en route vers sa cible principale. Les petits États de la péninsule Malaise et de l’île de Sumatra font leur soumission et dépêchent des envoyés auprès des commandants de la flotte Yuan. Ces derniers laissent des darughachis sur place et poursuivent leur route vers Java. On sait que les troupes du Yuan se sont également arrêtées à Ko-lan (Biliton). Une fois arrivé sur l’île de Java, Shi-bi divise ses troupes en deux groupes, un qui progresse à terre et un autre qui suit le premier en bateau. Comme indiqué dans le Kidung Panji-Wijayakrama, ils ont probablement pillé le village côtier de Tuban.
Lorsque l'armée Yuan arrive à Java, Wijaya s'allie avec eux pour combattre Jayakatwang et donne aux Mongols une carte du pays Kalang (ou Gelang-gelang, un autre nom pour Kediri). Selon le Yuan Shi, lorsqu'il a été mis au courant de l'arrivée de la flotte Yuan, Wijaya aurait attaqué Jayakatwang sans succès, avant de prendre contact avec les Mongols et leur demander de l'aide. En retour, les généraux Yuan exigent sa soumission à leur empereur, ce qu'ils obtiennent.
Le récit de la guerre qui apparaît dans le livre 201 du Yuan Shi est bref :
« ...Les soldats dahanais sont venus attaquer Wijaya le septième jour du mois, Ike Mese et Gaoxing sont venus le huitième, certains dahanais ont été vaincus, les autres ont fui vers les montagnes. Le dix-neuvième jour, les Mongols et leurs alliés sont arrivés à Daha, ont combattu plus de 100.000 soldats, attaquant 3 fois, tuant 2.000 d'entre eux et en repoussant plusieurs centaines dans la rivière où ils se sont noyés. Jayakatwang se retira dans son palais... »
Une fois Jayakatwang capturé par les Mongols, Raden Wijaya retourne à Majapahit, où il prépare ostensiblement le tribut qu'il va verser aux Mongols, laissant ses alliés célébrer leur victoire. Shi-bi et Ike Mese ont autorisé Raden Wijaya à rentrer dans son pays pour préparer son tribut et une nouvelle lettre de soumission; mais Gaoxing n'aime pas cette idée et le fait savoir aux deux autres officiers. Wijaya demande ensuite aux troupes Yuan de venir dans son pays sans leurs armes.
Deux cents soldats Yuan non armés dirigés par deux officiers sont envoyés dans le pays de Raden Wijaya, mais ce dernier remobilise ses troupes rapidement et tend une embuscade aux soldats du convoi Yuan. Une fois ces derniers éliminés, Raden marche avec ses hommes sur le camp principal des Yuan et lance une attaque surprise, tuant de nombreux soldats et forçant les survivants à retourner sur leurs navires. Dans le même temps, de nombreux navires mongols sont attaqués et détruits par la flotte javanaise. Finalement, l'armée du Yuan doit se replier dans la confusion, car les vents de la mousson qu'ils doivent utiliser pour rentrer chez eux sont alors sur le point de cesser de souffler, ce qui les obligerait à attendre sur une île hostile pendant six mois. Après que toutes les troupes eurent embarqué sur les navires, la flotte Yuan repousse la flotte javanaise et retourne à Quanzhou après 68 jours de navigation. L'armée Yuan a perdu plus de 3 000 de ses soldats d'élite, tués au combat, ainsi qu'un nombre inconnu de soldats faits prisonniers et un nombre inconnu de navires détruits,,.

## Conséquences
Les trois généraux, démoralisés par les pertes considérables qu'ils ont essuyées, retournent dans leur empire avec les soldats survivants. À leur arrivée, Shi-bi est condamné à recevoir 70 coups de fouet et un tiers de ses biens sont confisqués pour avoir laissé se produire une telle catastrophe. Ike Mese est également réprimandé et un tiers de ses biens sont également confisqués. Par contre, Gaoxing reçoit 50 taels d'or pour avoir protégé les soldats d'un désastre total. Plus tard, Shi-bi et Ike Mese furent pardonnés et l'empereur restaura leur réputation et leur rendit leurs biens.
Cet échec est la dernière expédition militaire du règne de Kubilai Khan et si la dynastie Yuan n'en sort pas grandie, le Majapahit, en revanche, devient l'État le plus puissant de son époque dans la région.

## Pour approfondir
- David W. Bade, Khubilai Khan and the Beautiful Princess of Tumapel : the Mongols Between History and Literature in Java, Ulaanbaatar, A. Chuluunbat, 2002
- John Man, Kublai Khan : The Mongol king who remade China, Londres, Bantam Books, 2007, 442 p. (ISBN 978-0-553-81718-8 et 0-553-81718-3)
- (en) Louise Levathes, When China Ruled the Seas : the treasure fleet of the Dragon throne,1405-1433, New York, Simon & Schuster, 1994, 252 p. (ISBN 0-671-70158-4), p. 54

« The ambitious khan [Kublai Khan] also sent fleets into the South China Seas to attack Annam and Java, whose leaders both briefly acknowledged the suzerainty of the dragon throne »
- Constantin Mouradgea d'Ohsson, Histoire des Mongols, depuis Tchinguiz-Khan jusqu'à Timour Bey ou Tamerlan, Boston, Adamant Media, 2002 (ISBN 978-0-543-94729-1), « Chapitre 3 Kublai Khan, Tome III »